# Pentax Spotmatic II
Pentax Spotmatic II (SPII) — малоформатный однообъективный зеркальный фотоаппарат семейства Spotmatic, выпускавшийся с 1971 до 1976 года в Японии в чёрном и чёрно-серебристом исполнении. Фотоаппарат представляет собой дальнейшее развитие базовой модели.

## Pentax Spotmatic IIa
Для американского рынка, кроме того, выпускалась модификация Honeywell Pentax Spotmatic IIa (на снимке в верхнем правом углу) со встроенным светосинхронизатором. Фотокамера была ориентирована на работу со вспышечными системами Honeywell Strobonar.

## Отличия отPentax Spotmatic
Если у первой серии Spotmatic диапазон установки чувствительности плёнки был от 20 до 800 ASA (1600 на выпущенных после 1965 года), то вторая серия имела диапазон 20-3200 ASA. В качестве штатного на камере был установлен и другой объектив  Super-Multi-Coated TAKUMAR 1:1,4/50. Кроме того, камера получила (впервые для фирмы) горячий башмак со встроенным центральным контактом, обеспечивающий FP и X синхронизацию. В случае подключения вспышки через разъем кабельного подключения, центральный контакт отключался во избежание поражения фотографа током. Ещё одно отличие от первой серии — более точная экспонометрия. В остальном камера является полным аналогом первой серии Spotmatic, за исключением отсутствия индикатора активации экспонометрии на клавише включения экспонометра.

## Некоторые технические характеристики
- Отрабатываемые механическим затвором выдержки: B, 1, 1/2, 1/4, 1/8, 1/15, 1/30, 1/60, 1/125, 1/250, 1/500, 1/1000.
- Автоспуск 5 — 13 сек.

## Название камеры
Компания Honeywell была эксклюзивным дистрибьютором Asahi Optical в США с 1959 по 1974 год. В связи с этим все камеры Asahi Optical на территории США продавались под торговой маркой Honeywell, что отражалось в логотипе нанесённом на фронтальную часть пентапризмы.